# غيتيغا
غيتيغا (بالفرنسية: Gitega، 
تنطق بالفرنسية: [ɡiteɡa]
)‏ هي عاصمة بوروندي، وهي أيضًا عاصمة مقاطعة غيتيغا.
يبلغ عدد سكانها نحو 41,944 نسمة.